# Église de la Sainte-Trinité de Split
Pour les articles homonymes, voir Église de la Sainte-Trinité.
L'Église de la Sainte-Trinité (en croate : Crkva sv. Trojstva) est une église catholique pré-romane située à Split, en Croatie. Parmi tous les monuments architecturaux du début du Moyen Âge en Dalmatie, que les historiens datent de la période comprise entre le VIIIe et le XIe siècle, l'église de la Sainte-Trinité, avec sa forme originale et ses riches découvertes, occupe une place très importante. Ce petit édifice central avec une structure à six battants d'arcs en plein cintre enfilés autour d'un cercle irrégulier est devenu l'un des monuments patrimoniaux les plus précieux de Split et de la Dalmatie.
L'église de la Sainte Trinité a été ajoutée au registre du patrimoine culturel croate le plus précieux, de la plus haute catégorie. L'église est toujours en activité, la Messe étant célébrée tous les dimanches à 8h30, sauf en été (du 13 juin au 1er septembre) .

## Histoire
L'église de la Sainte-Trinité a été mentionnée pour la première fois dans une liste de pays qui avaient des monastères bénédictins à partir de 1060, ce qui ne signifie pas que l'église n'a pas été construite au IXe siècle. Les historiens citent différentes dates de construction de cette église ; Iveković soutient qu'elle a été construite au VIe siècle et Ljubo Karaman au XIe siècle, mais la plupart des historiens pensent qu'elle date du IXe siècle.
L'architecte anglais Thomas Graham Jackson, alors qu'il étudiait l'architecture ancienne de Dalmatie, fut d'abord averti de la valeur patrimoniale exceptionnelle de cet édifice, bien qu'il ait été abandonné et partiellement démoli en 1887. En 1891, des enquêtes par des experts nationaux et étrangers ont été menées sur le site. En 1914, l'entreprise de Bihać a loué l'église. En 1924, les murs de l'abside nord-ouest ont été rénovés, tandis que les fenêtres précédemment murées ont été ouvertes dans les années 1950. Lors de travaux de restauration en 1948, les restes d'un édifice plus ancien qui s'étend vers l'est et d'autres fragments de la cloison de l'autel ont été retrouvés. Les découvertes sont aujourd'hui conservées au musée archéologique de Split. Les arches et l'écran d'autel sont un exemple typique de sculpture en pierre préromane harmonieusement décorée avec les motifs géométriques entrelacés croates et le texte sculpté .
En 1965, les murs et les voûtes de l'église ont été fissurés, et l'intérieur et l'extérieur ont été négligés, des épines poussant à l'intérieur. Par conséquent, le chef d'un monastère de l'Assomption de Marie du quartier de Poljud à Split, fra Vjekoslav Bonifačić, a demandé aux autorités de rénover l'église, ce qu'elles ont finalement fait . Le 22 octobre 1967, l'église devient le lieu de fondation de la paroisse nouvellement fondée de la Sainte-Trinité. Le monastère voisin de l'Assomption de Marie est utilisé comme église paroissiale pour des raisons pratiques.

## Description
L'église a une forme centrale qui est dominée par un dôme qui repose sur six absides interconnectées avec des piliers. L'église est le seul des édifices à six absides de l'architecture médiévale de la Dalmatie qui soit située à Split (les autres se trouvent dans la région de Zadar). C'est aussi la mieux conservée. La longueur extérieure maximale de l'église est de 10,30 mètres, une longueur intérieure minimale de 5,90 mètres, tandis que la hauteur du tambour central est de 9,5 mètres. L'église est construite en pierre calcaire noyée dans le plâtre et voûtée d'une demi-coupole, probablement empruntée à certains bâtiments plus anciens de la région .
Des restes d'un ancien édifice avec une abside qui avait un but inconnu ont été trouvés à proximité .